# Harris County, Georgia
Harris County är ett administrativt område i delstaten Georgia, USA, med 32 024 invånare. Den administrativa huvudorten (county seat) är Hamilton. 

## Geografi
Enligt United States Census Bureau så har countyt en total area på 1 225 km². 1 201 km² av den arean är land och 24 km² är vatten.

### Angränsande countyn
- Troup County - nord
- Meriwether County - nordost
- Talbot County - öst
- Muscogee County - syd
- Lee County, Alabama - sydväst
- Chambers County, Alabama - nordväst